# Индустриален дизайн
Индустриалният дизайн (в миналото наричан промишлен дизайн, промишлена естетика и техническа естетика, среща се и като инженерен дизайн и продуктов дизайн) е комбинация от приложно изкуство и приложна наука, чрез която естетичните, ергономичните, производствените и потребителските качества на изделията могат да бъдат подобрени, с което се подобрява производството и потреблението им, както и техния маркетинг. Ролята на индустриалния дизайнер е да реализира дизайнерски решения на проблеми като формоизграждане, ползваемост, физическа ергономичност, маркетинг, развитие на търговската марка и продажби.
Професионалните дизайнери използват интердисциплинарни познания основно в областта на приложните изкуства и приложните науки, а също и в различните области в сферата на културата като архитектурата и пластичните изкуства, за да определят естетическите качества (формоизграждането и композиция) и утилитарните качества (функционалността) на обекта, взаимоотношението на съставящите го детайли и свързаността със средата в която ще функционира.
Много често самият термин се приписва на Джоузеф Клод Синел, един от пионерите в тази област в САЩ, през 1919 година, макар самият той да го отрича в интервю през 1969 година. Създаването на тази дисциплина се крие най-вече в индустриализацията и нуждата да се обръща внимание на формоизграждането на обекта в синергия с функционалните изисквания към изделието. След Втората световна война индустриалният дизайн претърпява огромно развитие в следвоенно развиващото се общество, като се формира като самостоятелна дейност, диференцирайки се от допирните дейности като декоративни изкуства, архитектура и инженерните дейности – конструиране и технология на производството.

## Дефиниция
На първия конгрес на ИКСИД – Международен съвет на дружествата за индустриален дизайн (ICSID – International Council of Societies of Industrial Design), състоял се през септември 1959 година в Стокхолм е формулирана първата международно призната дефиниция за индустриален дизайнер: „Индустриалният дизайнер е този, който е квалифициран чрез обучение, техническа подготовка, опит и визуално чувство да определя материали, механизми, форми, цветове, покрития и декорации на обекти, които се произвеждат в индустриални количества. Индустриалният дизайнер може да бъде ангажиран, в определени случаи, с всички или само с един аспект на индустриалния продукт. Индустриалният дизайнер може също да бъде ангажиран с решаването на проблеми с опаковката, рекламата, експозицията и маркетинга, когато това изисква визуална преценка в допълнение към техническите знания и опита. Художникът в индустрии с ръчно производство, или на занаятчийски продукти може да се нарече индустриален дизайнер, когато творческият продукт, произведен въз основа на неговата рисунка или модел, е предназначен за комерсиална цел, или е произведен в голямо количество и не е лично творчество на художник-занаятчия.“

На VII конгрес на ИКСИД през септември 1969 г. се приема третото определение на дизайна, предложено от Томас Малдонадо: „Дизайнът е такава творческа дейност, чиято цел е формирането на хармонична предметна среда, най-цялостно удовлетворяваща материалните и духовни потребности на човека. Тази цел се постига чрез определянето на формалните качества на предметите, създавани в индустриалното производство. Към тези формални качества на предметите се отнасят не само свойствата на техния външен вид, но преди всичко структурните връзки, които придават на системата необходимото функционално и композиционно единство, което съществува за повишаване ефективността на производството.“ 

## Индустриалният дизайн в България
На 1 октомври 1896 г. бива открито Държавното рисувално училище (по-късно последователно преименувано: 1909 г. в Държавно Художествено-индустриално училище, 1921 г. в Художествена академия, 1951 г. във Висш институт за изобразително изкуство – ВИИИ „Н.Павлович“, 1995 г. в Национална художествена академия – НХА) след подписването на Указ от княз Фердинанд, в който е записано, че се създава за нуждите на развиващите се български индустрии. Макар и недиференциран в този момент, индустриалният дизайн в България се практикува от художници изящници, които освен с класическо изкуство се занимават и с приложно изкуство и дизайн. Такъв пример е и дизайнът на щанд и герб за Всемирното изложение в Париж през 1900 г., изработен от Харалампи Тачев, по това време още студент в Държавното рисувателно училище.
Първа открита специалност, в която за първи път в България се изучава промишлен дизайн, е специалността „Промишлени
форми“ във ВИИИ „Н. Павлович“ (сега НХА), към катедра „Декоративни изкуства“, с ръководител проф. Асен Василев. За организация на специалността е гласувано доверие на хонорувания тогава преподавател доц. Васил Стоянов, който е основоположник на академичното обучение по дизайн в България, създавайки програма въз основа на програмата на БАУХАУС. За учебната 1964/65 г., след конкурсен изпит, на който участват 150 кандидати, са приети първите 11 студенти в същата специалност. Така се поставя началото на академичното образование по дизайн в България.
През 1963 г. в София е създаден Център по промишлена естетика и художествено проектиране, който е преустроен през 1978 г. в Централен институт по промишлена естетика – ЦИПЕ. В него работят редица млади и талантливи художници и инженери, които създават редица продукти, спечелили престижни международни награди. Сред тях са разработките на дизайна на радиоапарати, осветителни тела, електрокарите „Балканкар“ , проектът за български автомобил под названието „Мото-купе“ на художника Стефан Вълев, състезателен Карт с двигател от 75 куб.см. на Йохан Веляотс, Стефан Начков, Петко Мишев и Стефан Ходжов, микробуси, тролейбус „Чавдар“ от 1980 г., проектиран от инж. Петко Мишев, и т.н.

В Националната гимназия по пластични изкуства и дизайн „Академик Дечко Узунов“ в Казанлък специалността „Промишлени форми“ (дизайн) започва да се преподава от 1974 г.
Освен в Националната художествена академия, специализирани форми на индустриален дизайн се изучават и в няколко български висши училища с професионално направление общо инженерство и професионално направление изобразителни изкуства:
- Русенски университет „Ангел Кънчев“, от 1985 г. е създадено учебно звено по „Инженерна ергономия и промишлено проектиране“, в което са обучавани студенти по втора специалност „Инженерна ергономия и промишлено проектиране“, като през 1991 г. е осъществен редовен прием в спец. „Промишлен дизайн“[8]

- Лесотехнически университет спец. „Инженерен дизайн“ (от 2005 г.)[9], преди „Интериор и дизайн за мебели" (от 1995 г.), в която се изучава дизайн на мебели и обзавеждане;

- Технически университет – София, спец. „Инженерен дизайн“, насочена към машиностроенето и автомобилния дизайн;

- Нов български университет – спец. „Интериорен дизайн“ (от 1995 г.).

- Технически университет – Варна, спец. „Инженерен дизайн“, приемник на „Инженерен дизайн“, преди „Промишлен дизайн“ (от 1997 г.)[10]